# Liste der Monuments historiques in Beton-Bazoches
Die Liste der Monuments historiques in Beton-Bazoches führt die Monuments historiques in der französischen Gemeinde Beton-Bazoches auf.

## Liste der Bauwerke
| Bezeichnung     | Beschreibung | Standort | Kennzeichnung | Schutzstatus | Datum | Bild           |
| --------------- | ------------ | -------- | ------------- | ------------ | ----- | -------------- |
| Kirche St-Denis |              | (Lage)   | PA00086816    | Classé       | 1930  | weitere Bilder |

## Liste der Objekte

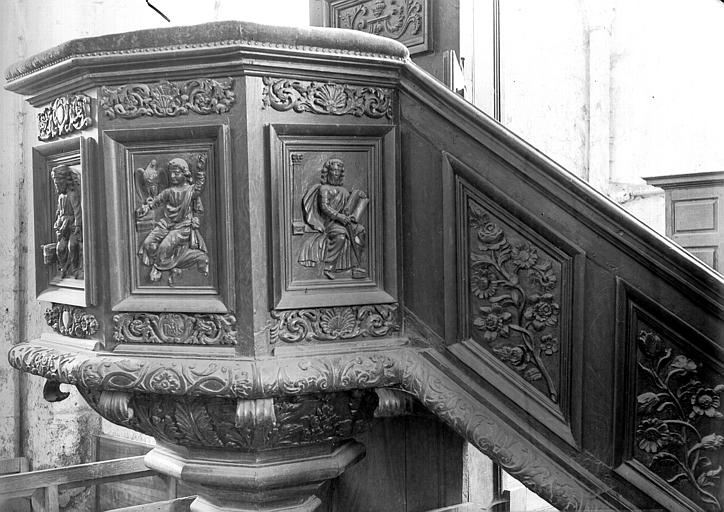
Kanzel aus dem 17. Jahrhundert in der Kirche St-Denis

- Monuments historiques (Objekte) in Beton-Bazoches in der Base Palissy des französischen Kultusministeriums

Siehe auch: Kanzel St-Denis (Beton-Bazoches) und Weihwasserbecken (Beton-Bazoches)